# Ла-Конка-д’Оро
Ла-Конка-д’Оро (фр. Conca-d'Oro) — упразднённый в 2015 году кантон во Франции, находился в регионе Корсика, департамент Верхняя Корсика. Входил в состав округа Бастия.
Всего в кантон Ла-Конка-д’Оро входило 8 коммун, из них главной коммуной являлась Олетта. 22 марта 2015 года все коммуны перераспределили между новыми кантонами Кап-Корс и Бигулья-Неббио.

## Коммуны кантона
| Коммуна         | Население, чел. (1999) | Почтовый индекс | Код INSEE |
| --------------- | ---------------------- | --------------- | --------- |
| Барбаджо        | 216                    | 20253           | 2B029     |
| Валлекалле      | 110                    | 20232           | 2B333     |
| Олетта          | 1 326                  | 20232           | 2B185     |
| Ольмета-ди-Туда | 333                    | 20232           | 2B188     |
| Патримонио      | 666                    | 20253           | 2B205     |
| Поджо-д’Олетта  | 215                    | 20232           | 2B239     |
| Сен-Флоран      | 1 636                  | 20217           | 2B298     |
| Фариноле        | 216                    | 20253           | 2B109     |

## Население
Население кантона на 2008 год составляло 4718 человек.
| 1962 | 1968 | 1975 | 1982 | 1990 | 1999 | 2006 | 2007 | 2008 |
| ---- | ---- | ---- | ---- | ---- | ---- | ---- | ---- | ---- |
| 2240 | 2519 | 2778 | 3228 | 3513 | 3832 | —    | —    | 4718 |